# Leun

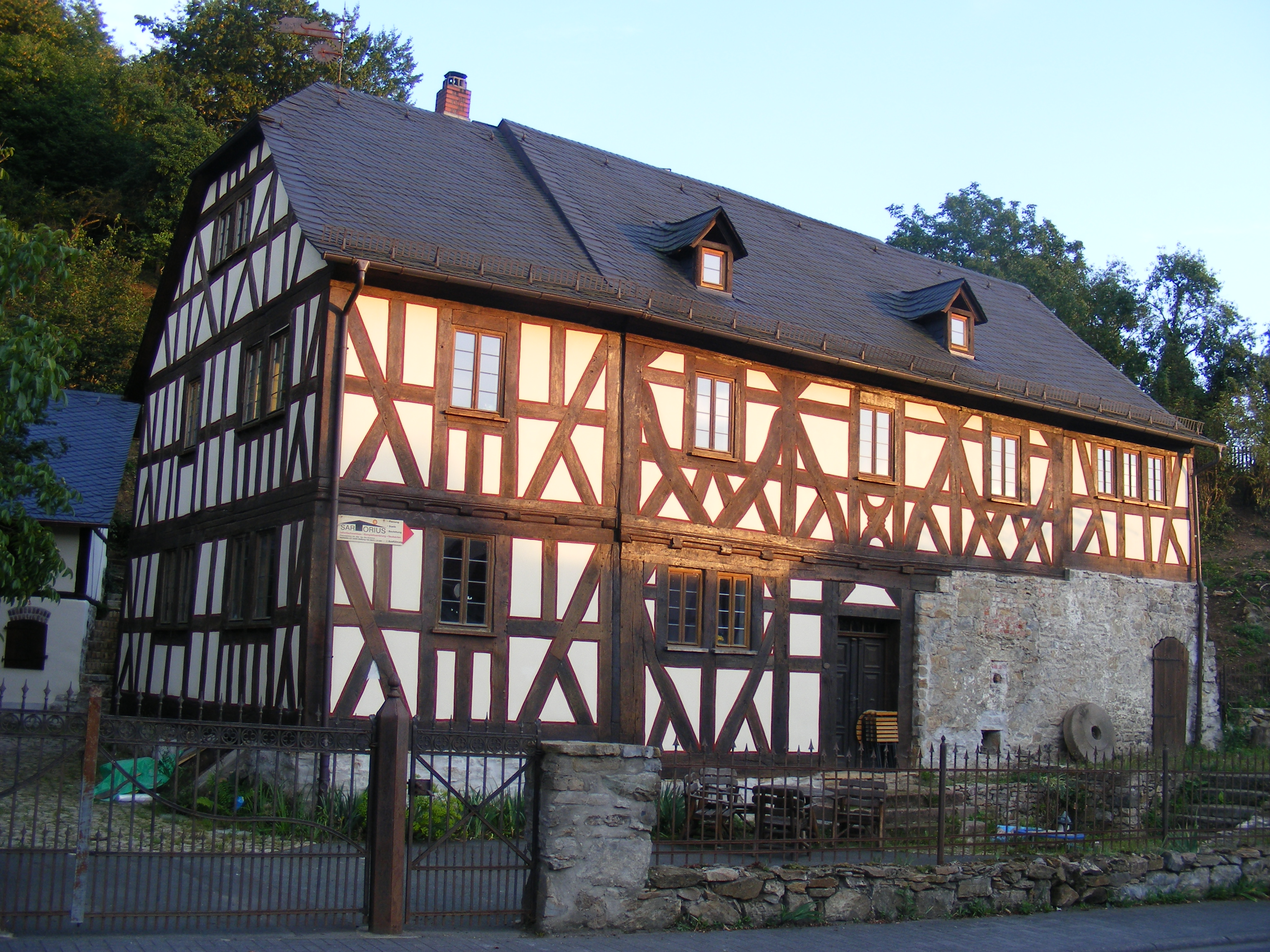
Leuner Mühle, Obere Bachstr. 40

Leun ist eine Kleinstadt im mittelhessischen Lahn-Dill-Kreis.

## Geographie

### Geographische Lage
Leun liegt etwa 10 km westlich von Wetzlar zwischen den Ausläufern des nördlichen Taunus und des Westerwaldes im Lahntal, auf 150 bis 330 m über dem Meeresspiegel.

### Nachbargemeinden
Leun grenzt im Norden an die Gemeinden Greifenstein und Ehringshausen, im Osten an die Stadt Solms, im Süden an die Stadt Braunfels (alle im Lahn-Dill-Kreis) sowie im Westen an die Gemeinde Löhnberg (Landkreis Limburg-Weilburg).
| Greifenstein 16 km |                                             | Ehringshausen 7 km |
| Löhnberg 10 km     | Kompassrose, die auf Nachbargemeinden zeigt | Solms 6 km         |
|                    | Braunfels 7 km                              |                    |

### Gliederung
Die Stadt besteht aus den fünf Stadtteilen Biskirchen, Bissenberg, Lahnbahnhof, Leun und Stockhausen.

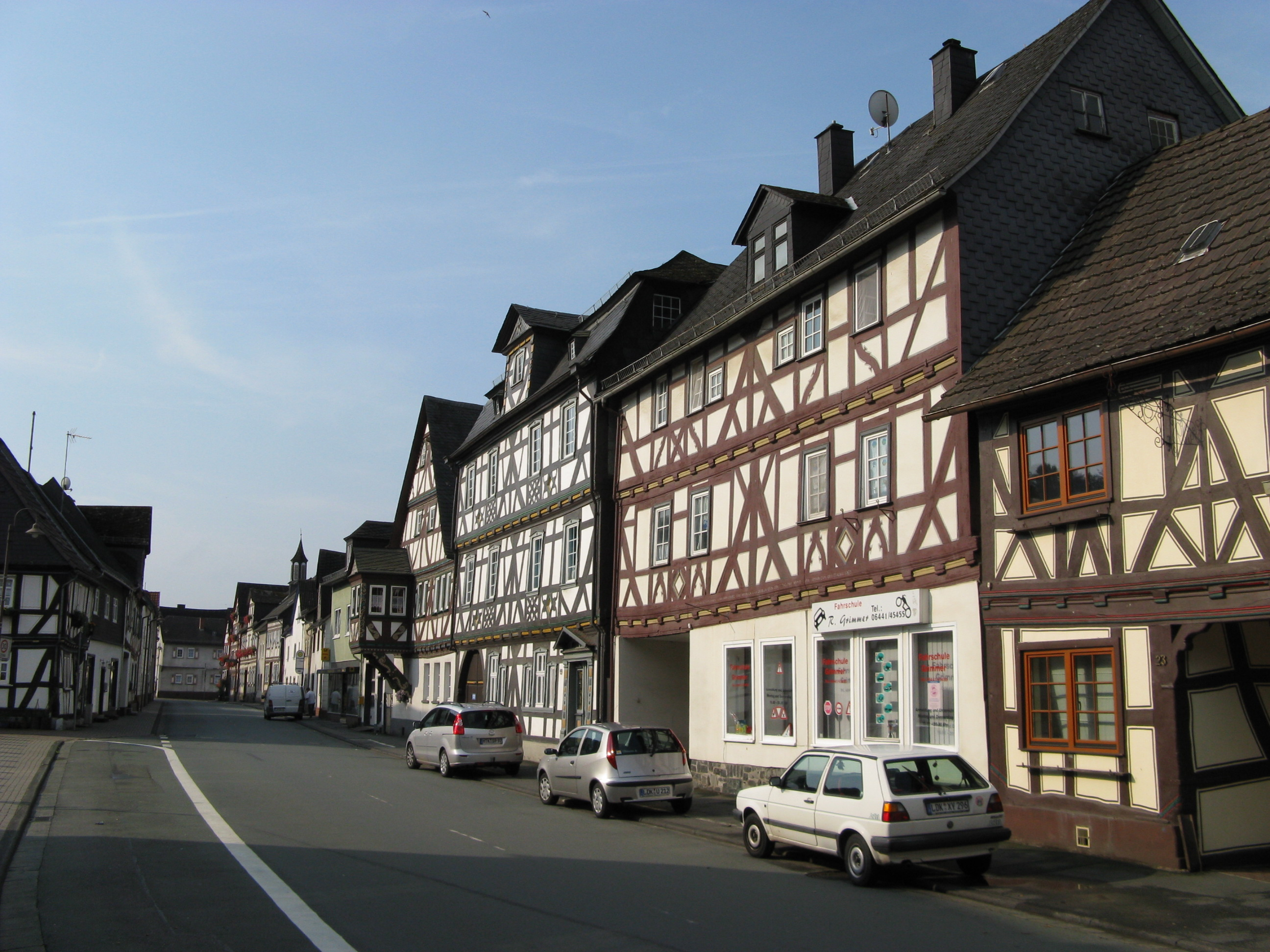
Historischer Ortskern (Limburger Straße)

## Geschichte

### Ortsgeschichte
Die älteste bekannte schriftliche Erwähnung des Orts erfolgte unter dem Namen Liuun im Jahr 771. Eine Abschrift der ursprünglichen Urkunde findet sich im Lorscher Codex. In erhaltenen Urkunden späterer Zeit wurde der Ort unter den folgenden Ortsnamen erwähnt (in Klammern das Jahr der Erwähnung): Liûna (912), und Liuni (912).
Im Jahre 1469 erhielt der kleine Ort von Kaiser Friedrich III. das Recht, Markt (insbesondere Wollmarkt) abzuhalten. Dies und die 1481 errichtete steinerne Brücke über die Lahn führten zu einem wirtschaftlichen Aufschwung, der 1664 in der Verleihung der Stadtrechte durch die Grafen von Solms gipfelte.
1816 wurde Leun Teil des Kreises Braunfels, der wiederum der preußischen Provinz Großherzogtum Niederrhein unterstand, die 1822 in der preußischen Rheinprovinz aufging. 1822 wurde dieser Kreis dem Kreis Wetzlar beigeordnet. Leun gehörte daher bis 1932 zur preußischen Exklave, die der Kreis Wetzlar bildete, bevor er der preußischen Provinz Hessen-Nassau zugeordnet wurde. Die Exklavenstellung ist noch heute an der Zugehörigkeit zur Evangelischen Kirche im Rheinland zu bemerken.
Im 19. Jahrhundert und beginnendem 20. Jahrhundert gab es intensiven Eisenerzbergbau auf dem Territorium von Leun, siehe: Liste von Bergwerken im Lahn-Dill-Gebiet.
Hessische Gebietsreform (1970–1977)
Im Zuge der Gebietsreform in Hessen entstand durch den freiwilligen Zusammenschluss der Stadt Leun und der bis dahin selbständigen Gemeinden Biskirchen, Bissenberg und Stockhausen zum 31. Dezember 1971 die erweiterte Stadt Leun. Das heutige Rathaus befindet sich im Stadtteil Stockhausen. Für die ehemals eigenständigen Gemeinden von Leun wurde je ein Ortsbezirk gebildet.

### Verwaltungsgeschichte im Überblick
Die folgende Liste zeigt die Staaten und Verwaltungseinheiten, denen Leun angehört(e):
- vor 1806: Heiliges Römisches Reich, Fürstentum Solms-Braunfels, Anteil der Grafschaft Solms, Amt Leun
- ab 1806: Herzogtum Nassau,[Anm. 2] Amt Braunfels[Anm. 3]
- ab 1816: Königreich Preußen, Provinz Großherzogtum Niederrhein, Regierungsbezirk Koblenz, Kreis Braunfels[10]
- ab 1822: Königreich Preußen, Rheinprovinz, Regierungsbezirk Koblenz, Kreis Wetzlar[Anm. 4]
- ab 1866: Norddeutscher Bund, Königreich Preußen, Rheinprovinz, Regierungsbezirk Koblenz, Kreis Wetzlar
- ab 1871: Deutsches Reich, Königreich Preußen, Rheinprovinz, Regierungsbezirk Koblenz, Kreis Wetzlar
- ab 1918: Deutsches Reich, Freistaat Preußen, Rheinprovinz, Regierungsbezirk Koblenz, Kreis Wetzlar
- ab 1932: Deutsches Reich, Freistaat Preußen, Provinz Hessen-Nassau, Regierungsbezirk Wiesbaden, Kreis Wetzlar
- ab 1944: Deutsches Reich, Freistaat Preußen, Provinz Nassau, Kreis Wetzlar
- ab 1945: Deutsches Reich, Amerikanische Besatzungszone,[Anm. 5] Groß-Hessen, Regierungsbezirk Wiesbaden, Kreis Wetzlar
- ab 1946: Deutsches Reich, Amerikanische Besatzungszone, Hessen, Regierungsbezirk Wiesbaden, Kreis Wetzlar
- ab 1949: Bundesrepublik Deutschland, Hessen, Regierungsbezirk Wiesbaden, Kreis Wetzlar
- ab 1968: Bundesrepublik Deutschland, Hessen, Regierungsbezirk Darmstadt, Landkreis Wetzlar
- ab 1977: Bundesrepublik Deutschland, Hessen, Regierungsbezirk Darmstadt, Lahn-Dill-Kreis
- ab 1981: Bundesrepublik Deutschland, Hessen, Regierungsbezirk Gießen, Lahn-Dill-Kreis

## Bevölkerung

### Einwohnerstruktur 2011
Nach den Erhebungen des Zensus 2011 lebten am Stichtag, dem 9. Mai 2011, in Leun 5816 Einwohner. Nach dem Lebensalter waren 1026 Einwohner unter 18 Jahren, 2412 zwischen 18 und 49, 1278 zwischen 50 und 64 und 1101 Einwohner waren älter. Unter den Einwohnern waren 246 (4,2 %) Ausländer, von denen 49 aus dem EU-Ausland, 167 aus anderen europäischen Ländern und 36 aus anderen Staaten kamen. (Bis zum Jahr 2020 erhöhte sich die Ausländerquote auf 8,0 %.) Die Einwohner lebten in 2400 Haushalten. Davon waren 657 Singlehaushalte, 693 Paare ohne Kinder und 801 Paare mit Kindern, sowie 207 Alleinerziehende und 45 Wohngemeinschaften. In 459 Haushalten lebten ausschließlich Senioren und in 1623 Haushaltungen lebten keine Senioren.

### Einwohnerentwicklung
| Leun: Einwohnerzahlen von 1834 bis 2020 | Leun: Einwohnerzahlen von 1834 bis 2020 | Leun: Einwohnerzahlen von 1834 bis 2020 | Leun: Einwohnerzahlen von 1834 bis 2020 | Leun: Einwohnerzahlen von 1834 bis 2020 |
| --- | --------------------------------------- | --------------------------------------- | --------------------------------------- | --------------------------------------- |
| Jahr |                                         |                                         |                                         | Einwohner                               |
| 1834 | 1834                                    |                                         | 834                                     | 834                                     |
| 1840 | 1840                                    |                                         | 906                                     | 906                                     |
| 1846 | 1846                                    |                                         | 983                                     | 983                                     |
| 1852 | 1852                                    |                                         | 1.009                                   | 1.009                                   |
| 1858 | 1858                                    |                                         | 1.064                                   | 1.064                                   |
| 1864 | 1864                                    |                                         | 1.154                                   | 1.154                                   |
| 1871 | 1871                                    |                                         | 1.206                                   | 1.206                                   |
| 1875 | 1875                                    |                                         | 1.192                                   | 1.192                                   |
| 1885 | 1885                                    |                                         | 1.169                                   | 1.169                                   |
| 1895 | 1895                                    |                                         | 1.094                                   | 1.094                                   |
| 1905 | 1905                                    |                                         | 1.059                                   | 1.059                                   |
| 1910 | 1910                                    |                                         | 1.032                                   | 1.032                                   |
| 1925 | 1925                                    |                                         | 1.240                                   | 1.240                                   |
| 1939 | 1939                                    |                                         | 1.255                                   | 1.255                                   |
| 1946 | 1946                                    |                                         | 1.998                                   | 1.998                                   |
| 1950 | 1950                                    |                                         | 2.005                                   | 2.005                                   |
| 1956 | 1956                                    |                                         | 1.858                                   | 1.858                                   |
| 1961 | 1961                                    |                                         | 1.845                                   | 1.845                                   |
| 1967 | 1967                                    |                                         | 1.841                                   | 1.841                                   |
| 1970 | 1970                                    |                                         | 1.913                                   | 1.913                                   |
| 1972 | 1972                                    |                                         | 4.482                                   | 4.482                                   |
| 1975 | 1975                                    |                                         | 4.514                                   | 4.514                                   |
| 1980 | 1980                                    |                                         | 4.682                                   | 4.682                                   |
| 1985 | 1985                                    |                                         | 5.052                                   | 5.052                                   |
| 1990 | 1990                                    |                                         | 5.341                                   | 5.341                                   |
| 1995 | 1995                                    |                                         | 5.764                                   | 5.764                                   |
| 2000 | 2000                                    |                                         | 6.001                                   | 6.001                                   |
| 2005 | 2005                                    |                                         | 6.042                                   | 6.042                                   |
| 2010 | 2010                                    |                                         | 5.796                                   | 5.796                                   |
| 2011 | 2011                                    |                                         | 5.816                                   | 5.816                                   |
| 2015 | 2015                                    |                                         | 5.862                                   | 5.862                                   |
| 2020 | 2020                                    |                                         | 5.716                                   | 5.716                                   |
| Datenquelle: Historisches Gemeindeverzeichnis für Hessen: Die Bevölkerung der Gemeinden 1834 bis 1967. Wiesbaden: Hessisches Statistisches Landesamt, 1968. Weitere Quellen: LAGIS; 1972:; Hessisches Statistisches Informationssystem; Zensus 2011 Ab 1972 einschließlich der im Zuge der Gebietsreform in Hessen eingegliederten Orte. |                                         |                                         |                                         |                                         |

## Religion
Eine Kirche ist erstmals für das Jahr 912 bezeugt. Bereits vor der Reformation besteht eine Pfarrei in Leun. Seit der Reformation war die überwiegende Bevölkerung der Stadt Leun evangelisch. Erster evangelischer Pfarrer ist Siegfried Textor von 1549 an. 1582 führte Graf Konrad zu Solms-Braunfels das evangelisch-reformierte Bekenntnis ein. Die Leuner Protestanten entwickelten eine starke Bindung zum reformierten Glauben, die bis heute an der inneren Gestaltung der Kirchengebäude in Leun und Biskirchen zu sehen ist.
Der Leuner Pfarrer Robert Steiner nahm 1934 an der Barmer Bekenntnissynode teil und wurde Mitglied der Bekennenden Kirche, die aus religiösen Gründen Widerstand gegen die Nationalsozialisten leistete. Im selben Jahr hielt er einen Gemeindetag mit mehr als 80 Pfarrern und Ältesten, die sich zur Bekennenden Kirche hielten, im Leuner Pfarrhaus ab.
Eine jüdische Gemeinde ist seit dem 17. Jahrhundert mit eigener Synagoge überliefert. Letztere wurde vermutlich Ende des 19. Jahrhunderts baufällig und nicht wiedererrichtet. Die jüdische Bevölkerung hatte zu diesem Zeitpunkt ihren Schwerpunkt in Biskirchen. Dennoch zeugen mehrere hebräische Inschriften an Leuner Fachwerkhäusern von dieser Zeit.
Im Jahr 1949 wurde im Stadtteil Leun die katholische Kirche Maria Himmelfahrt errichtet.
Statistik
- 1834: 807 evangelische (= 96,76 %), 2 katholische (= 0,24 %), 23 jüdische (= 2,76 %) Einwohner[2]
- 1961: 1460 evangelische (= 79,13 %), 357 katholische (= 19,35 %) Einwohner[2]
- 1987: 3801 evangelische (= 76,02 %), 833 katholische (= 16,66 %), 366 sonstige (= 7,32 %) Einwohner[19]
- 2011: 3418 evangelische (= 58,77 %), 825 katholische (= 14,19 %), 1573 sonstige (= 27,05 %) Einwohner[19]

## Politik

### Stadtverordnetenversammlung
Die Kommunalwahl am 14. März 2021 lieferte folgendes Ergebnis, in Vergleich gesetzt zu früheren Kommunalwahlen:
| Sitzverteilung in der Stadtverordnetenversammlung 2021Insgesamt 25 Sitze - SPD: 6 - Grüne: 4 - FWG: 5 - CDU: 8 - NPD: 2 | Parteien und Wählergemeinschaften | Parteien und Wählergemeinschaften           | 2021  | 2021  | 2016  | 2016  | 2011  | 2011  | 2006  | 2006  | 2001  | 2001  |
| Sitzverteilung in der Stadtverordnetenversammlung 2021Insgesamt 25 Sitze - SPD: 6 - Grüne: 4 - FWG: 5 - CDU: 8 - NPD: 2 | Parteien und Wählergemeinschaften | Parteien und Wählergemeinschaften           | %     | Sitze | %     | Sitze | %     | Sitze | %     | Sitze | %     | Sitze |
| Sitzverteilung in der Stadtverordnetenversammlung 2021Insgesamt 25 Sitze - SPD: 6 - Grüne: 4 - FWG: 5 - CDU: 8 - NPD: 2 | CDU                               | Christlich Demokratische Union Deutschlands | 31,4  | 8     | 33,3  | 8     | 34,3  | 9     | 33,9  | 8     | 28,8  | 7     |
| Sitzverteilung in der Stadtverordnetenversammlung 2021Insgesamt 25 Sitze - SPD: 6 - Grüne: 4 - FWG: 5 - CDU: 8 - NPD: 2 | SPD                               | Sozialdemokratische Partei Deutschlands     | 23,5  | 6     | 30,6  | 8     | 30,4  | 8     | 34,0  | 8     | 39,7  | 10    |
| Sitzverteilung in der Stadtverordnetenversammlung 2021Insgesamt 25 Sitze - SPD: 6 - Grüne: 4 - FWG: 5 - CDU: 8 - NPD: 2 | FWG                               | Freie Wählergemeinschaft                    | 21,9  | 5     | 13,7  | 3     | 16,4  | 4     | 18,5  | 5     | 11,4  | 3     |
| Sitzverteilung in der Stadtverordnetenversammlung 2021Insgesamt 25 Sitze - SPD: 6 - Grüne: 4 - FWG: 5 - CDU: 8 - NPD: 2 | Grüne                             | Bündnis 90/Die Grünen                       | 17,0  | 4     | 11,2  | 3     | 13,7  | 3     | 7,4   | 2     | 6,6   | 2     |
| Sitzverteilung in der Stadtverordnetenversammlung 2021Insgesamt 25 Sitze - SPD: 6 - Grüne: 4 - FWG: 5 - CDU: 8 - NPD: 2 | NPD                               | Nationaldemokratische Partei Deutschlands   | 6,2   | 2     | 11,2  | 3     | 5,2   | 1     | 6,2   | 2     | 8,9   | 2     |
| Sitzverteilung in der Stadtverordnetenversammlung 2021Insgesamt 25 Sitze - SPD: 6 - Grüne: 4 - FWG: 5 - CDU: 8 - NPD: 2 | FDP                               | Freie Demokratische Partei                  | —     | —     | —     | —     | —     | —     | —     | —     | 4,6   | 1     |
| Sitzverteilung in der Stadtverordnetenversammlung 2021Insgesamt 25 Sitze - SPD: 6 - Grüne: 4 - FWG: 5 - CDU: 8 - NPD: 2 | Gesamt                            | Gesamt                                      | 100,0 | 25    | 100,0 | 25    | 100,0 | 25    | 100,0 | 25    | 100,0 | 25    |
| Sitzverteilung in der Stadtverordnetenversammlung 2021Insgesamt 25 Sitze - SPD: 6 - Grüne: 4 - FWG: 5 - CDU: 8 - NPD: 2 | Wahlbeteiligung in %              | Wahlbeteiligung in %                        | 49,3  | 49,3  | 47,9  | 47,9  | 42,9  | 42,9  | 46,4  | 46,4  | 56,9  | 56,9  |

#### Stadtverordnetenvorsteher
Stadtverordnetenvorsteher ist seit 2016 Jürgen Ambrosius (SPD).

### Bürgermeister
Nach der hessischen Kommunalverfassung wird der Bürgermeister für eine sechsjährige Amtszeit gewählt, seit dem Jahr 1993 in einer Direktwahl, und ist Vorsitzender des Magistrats, dem in der Stadt Leun neben dem Bürgermeister ehrenamtlich ein Erster Stadtrat und fünf weitere Stadträte angehören. Bürgermeister ist seit dem 1. März 2024 der parteiunabhängige Alexander Schneider. Er wurde als Nachfolger von Björn Hartmann (CDU), der nicht wieder kandidiert hatte, am 8. Oktober 2023 im ersten Wahlgang bei 65,89 Prozent Wahlbeteiligung mit 55,21 Prozent der Stimmen gewählt.
| Amtszeit  | Name                       | Bemerkung                          |
| --------- | -------------------------- | ---------------------------------- |
| 2024–2030 | Alexander Schneider        | Amtsantritt am 1. März 2024        |
| 2018–2024 | Björn Hartmann (CDU)       | Amtsantritt am 1. März             |
| 2017–2018 | Ralf Schweitzer (CDU)      | kommissarisch als Erster Stadtrat  |
| 2013–2017 | Joachim Heller             | am 8. Mai zurückgetreten           |
| 2007–2013 | Birgit Sturm               |                                    |
| 2001–2007 | Peter Kaufmann (SPD)       |                                    |
| 1972–2001 | Karl-Heinz Straßheim (SPD) | im Amt bis 31. März                |
| 1972      | Dieter Jung                | Staatsbeauftragter bis 14. Februar |

| Jahr           | Wahlbeteiligung in % | Kandidat                    | Partei          | Stimmen in % |
| -------------- | -------------------- | --------------------------- | --------------- | ------------ |
| 2023           | 65,89                | Alexander Schneider         |                 | 55,21        |
| 2023           | 65,89                | Dunja Boch                  | SPD FWG GRÜNE   | 44,79        |
| 2017 Stichwahl | 57,3                 | Björn Hartmann              | CDU             | 55,6         |
| 2017 Stichwahl | 57,3                 | Silke Interthal             | SPD             | 45,4         |
| 2017           | 75,8                 | Björn Hartmann              | CDU             | 46,1         |
| 2017           | 75,8                 | Silke Interthal             | SPD             | 40,9         |
| 2017           | 75,8                 | Andreas Voigtländer-Tetzner | FWG-unterstützt | 08,3         |
| 2017           | 75,8                 | Thomas Hantusch             | NPD             | 04,6         |
| 2012 Stichwahl | 50,1                 | Joachim Heller              |                 | 56,3         |
| 2012 Stichwahl | 50,1                 | Birgit Sturm                |                 | 43,7         |
| 2012           | 56,1                 | Joachim Heller              |                 | 33,0         |
| 2012           | 56,1                 | Birgit Sturm                |                 | 26,1         |
| 2012           | 56,1                 | Jörg Höllering              |                 | 23,6         |
| 2012           | 56,1                 | Christoph Schäfer           | CDU             | 17,2         |
| 2006           | 52,1                 | Jochen Riedel               | SPD             | 44,9         |
| 2006           | 52,1                 | Birgit Sturm                |                 | 55,1         |
| 2000           | 57,1                 | Peter Kaufmann              | SPD             | 67,4         |
| 2000           | 57,1                 | Christof Zutt               |                 | 32,6         |
| 1994           | 81,9                 | Karl-Heinz Straßheim        | SPD             | 70,1         |
| 1994           | 81,9                 | Hans Sander                 | CDU             | 23,2         |
| 1994           | 81,9                 | Hans Schmidt                | NPD             | 04,0         |
| 1994           | 81,9                 | Edwin Geuder                |                 | 02,6         |

### Ortsbeiräte
Für das Stadtgebiet gibt es die Ortsbezirke Biskirchen, Bissenberg, Leun und Stockhausen. Je Ortsbezirk wird ein Ortsbeirat und Ortsvorsteher, nach Maßgabe der §§ 81 und 82 HGO und des Kommunalwahlgesetzes in der jeweils gültigen Fassung gebildet.
Die Ortsbezirke werden durch die bisherigen Grenzen der eingegliederten Gemeinden begrenzt.
Alle Ortsbeiräte bestehen aus fünf Mitgliedern. Die Wahl der Ortsbeiräte erfolgt im Rahmen der Kommunalwahlen. Der Ortsbeirat wählt eines seiner Mitglieder zum Ortsvorsteher bzw. zur Ortsvorsteherin. Für die Zusammensetzung siehe die jeweiligen Stadtteile.

### Ortsbeirat Leun
Bei den Kommunalwahlen in Hessen 2021 betrug die Wahlbeteiligung zum Ortsbeirat 47,45 %. Dabei wurden gewählt: zwei Mitglieder der CDU und je ein Mitglied des Bündnis 90/Die Grünen, der SPD und der „Freien Wählergemeinschaft Leun“ (FWG). Der Ortsbeirat wählte Brigitte Krug (CDU) zur Ortsvorsteherin.

### Wappen
| | Blasonierung: „In Blau über drei silbernen Wellenbalken eine silberne Brücke, darüber rechts ein zunehmender gesichteter goldener Mond, links vier goldene Sterne.“ |
| Wappenbegründung: Das Wappen geht auf das alte Stadtsiegel aus dem Jahre 1664 zurück. Damals dachte man, der Name Leun gehe auf das lateinische Wort für Mond „luna“ zurück, Leun müsse also von den Römern gegründet worden sein. Das Wasser, auf das er scheine, symbolisiere das Leuner Becken, welches oft bei Hochwasser wie ein See überflutet ist. Heute nimmt man jedoch an, der Name Leun stamme vom keltischen Namen der Lahn „Loyne“ ab. Später kam die Brücke als Symbol für Leuns wirtschaftlichen Aufschwung hinzu, hierbei wurde die ursprünglich vorhandene Ente entfernt. Das Wappen wurde von dem Bad Nauheimer Heraldiker Heinz Ritt gestaltet und am 3. Juli 1978 durch das Ministerium des Innern genehmigt. | |

 Historisches Wappen 
Blasonierung: „In Blau eine schreitende goldene Ente.“
Der 1469 mit Marktprivileg ausgestattete, ummauerte und seit mindestens 1664 als Stadt geltende Ort erhielt wohl damals ein Gerichtssiegel (Abdrucke seit 1760), das im Feld unter einem zunehmenden, gesichten Mond eine linkshin schwimmende Ente zeigt; ersterer soll redend für Leun sein (von „luna“), die Ente gilt als Symbol des Leuner Beckens. Das Schultheißensiegel um 1800 enthält dagegen nur die verschlungenen Buchstaben S und B (d. h. Solms-Braunfels) als Zeichen der Ortsherrschaft. 1934 wurde die Wiederbenutzung des älteren Siegelbildes gestattet, aber mit den Figuren in umgekehrter Richtung. Die Farben beziehen sich auf das Wappen der Solms.
Das Wappen wurde 1938 durch den Oberpräsidenten der preußischen Provinz Hessen-Nassau verliehen.

### Partnerschaften
Die Stadt Leun unterhält seit 1980 partnerschaftliche Beziehungen zu der französischen Gemeinde Feytiat im Département Haute-Vienne und seit 1990 zu Rastenberg in Thüringen.

## Kultur und Sehenswürdigkeiten

### Bauwerke

#### Martinskirche
Nahe dem Lahnbahnhof auf den Flurstücken Martinskirch und Martinsfeld wurden bei einer Lehrgrabung der Philipps-Universität Marburg die Reste einer mittelalterlichen Kirche freigelegt. Da die Kirche zeitlich zwischen der zweiten Hälfte des 8. Jahrhunderts und dem 15. Jahrhundert eingeordnet wird, kann man von einer der ältesten Kirchenbauten im Lahn-Dill-Gebiet sprechen.

#### Evangelische Kirche

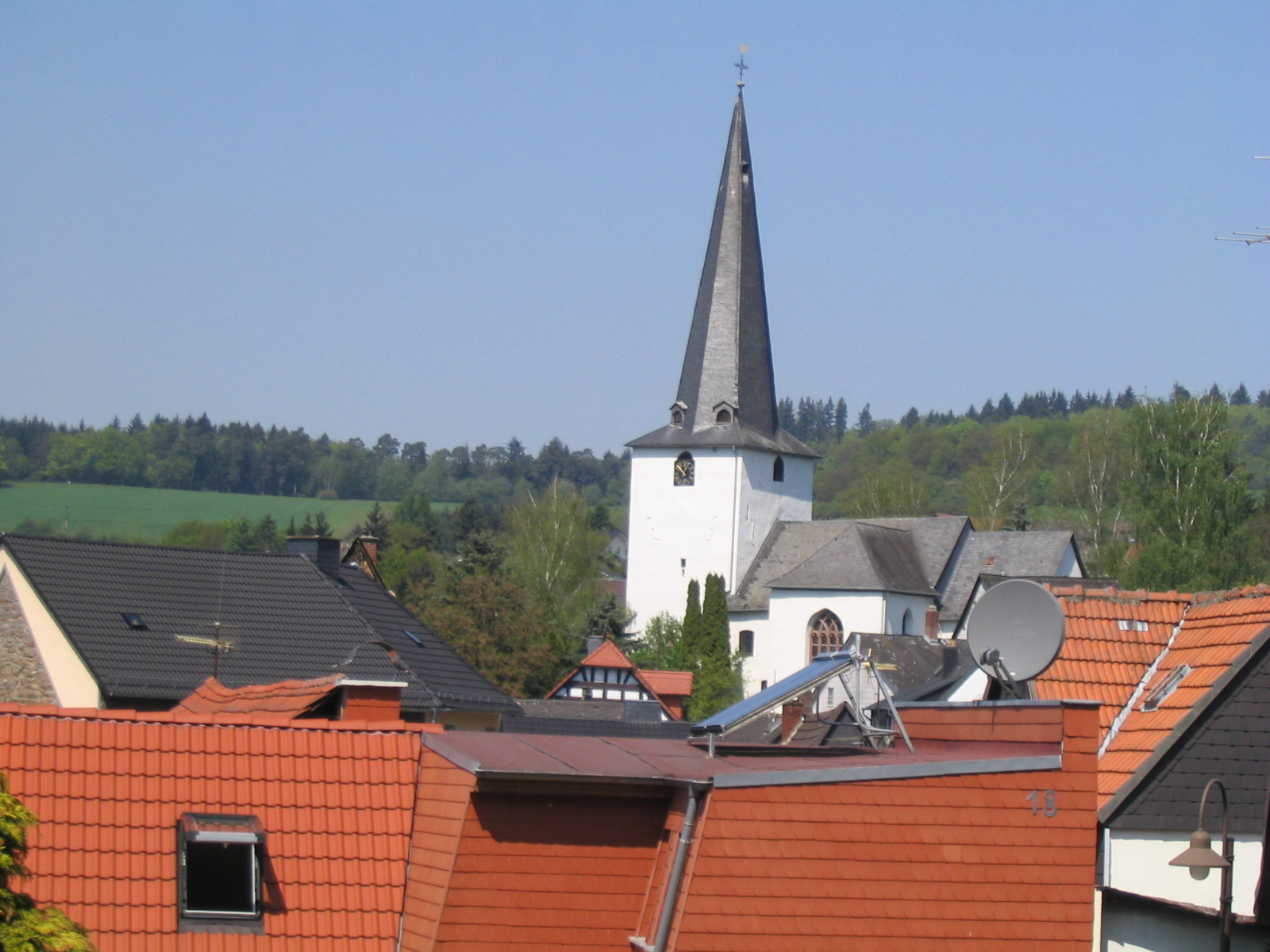
Evangelische Kirche in Leun vom Dollberg aus

Über dem historischen Ortskern von Leun steht die Evangelische Kirche, deren genaues Entstehungsdatum ungeklärt ist. Der mächtige Wehrturm und das Hauptschiff dürften der Romanik zuzuordnen sein, während Chorraum und Querschiff früh- bzw. spätgotischen Ursprungs sind. Besonders sehenswert ist das große südliche Sandsteinfenster im Querschiff. Der von außen angebaute Ausgang von der ehemaligen Männerempore im Norden stammt aus dem Jahr 1907. Im gleichen Jahr erhielt die Kirche im Inneren einen neuen Anstrich.
Im Inneren der Kirche findet sich eine alte und kunsthistorisch bedeutsame Kanzel aus Holz mit Vertäfelungen, die vorderasiatische Motive zeigen. Davor befindet sich ein Taufstein aus dem 21. Jahrhundert, auf den die schon viele Jahrhunderte alte Taufschale aufgelegt wird.
Im Querschiff steht die 1808 von den Brüdern Philipp Heinrich und Johann Georg Bürgy erbaute Bürgy-Orgel. Sie besitzt 13 Register auf einem Manual und Pedal. Sie wurde im Jahr 2008 grundlegend saniert und so weit wie möglich in ihren historischen Zustand zurückversetzt. Im Turm hängen drei Glocken, von denen jedoch keine aus der ursprünglich in Leun ansässigen Glockengießerei Rincker stammt. Heute verschollen sind zwei Gemälde Die Geburt Christi und Die Auferstehung Christi.
Oberhalb der Kirche liegt der Friedhof, auf dem sich noch Reste der alten Stadtmauer sowie des alten Obertores befinden.

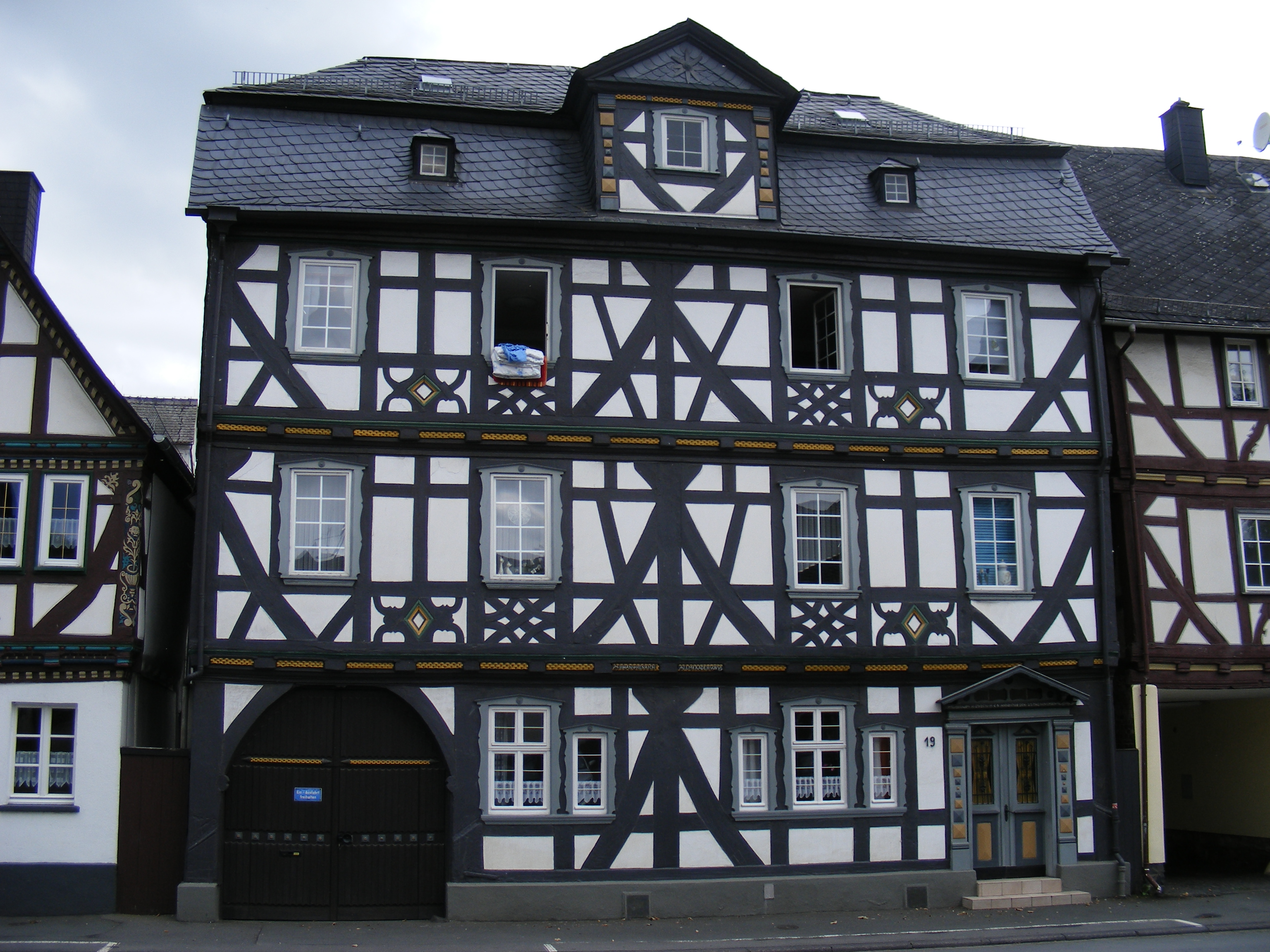
Haus des Hofkellers Johann Hyppolitus von Staden und dessen Ehefrau Maria Katharina Schweitzer aus Werdorf, errichtet 1708 von Johann Heinrich Almenröder aus Ulm

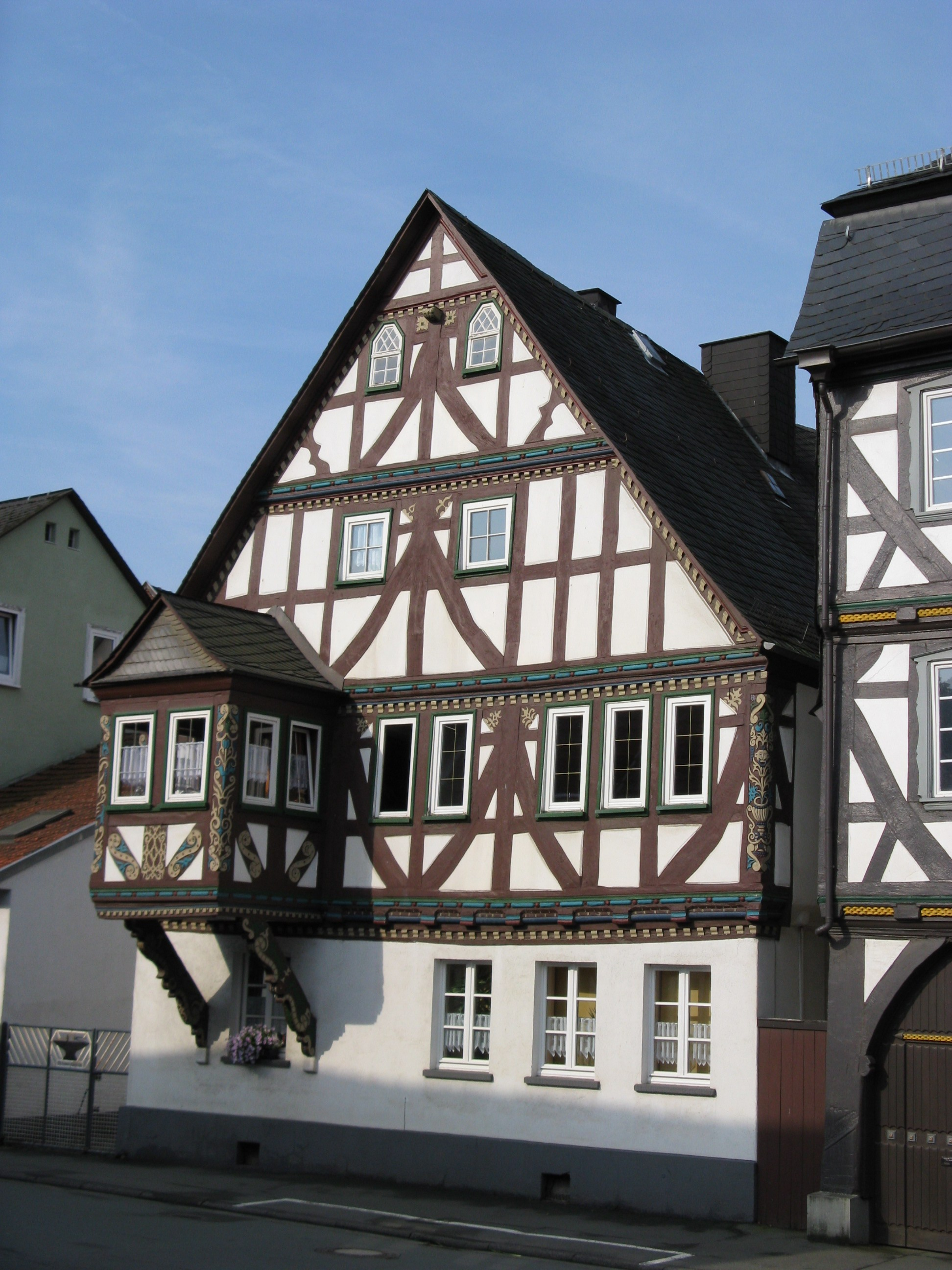
Erkerhaus

#### Historischer Ortskern
Der Ortskern der Kernstadt besitzt noch einige prächtige Fachwerkhäuser, die vom einstigen Reichtum der Stadt zeugen. Zahlreiche Fachwerkhäuser, unter anderem das alte Gerichtsgebäude, fielen allerdings der Straßenverbreiterung in den 1970er Jahren zum Opfer. Im ehemaligen Rat- und Schulhaus aus dem Jahre 1818 befindet sich heute das Stadtmuseum. Als prächtigste Fachwerkstraße des Orts gilt die Limburger Straße, wo sich das über die Grenzen Leuns hinweg bekannte Wahrzeichen der Stadt befindet: Das Erkerhaus. Der mächtige, breit gelagerte Fachwerkbau in der Limburger Straße 19 wurde von Johann Heinrich Almenröder aus Ulm für den Hofkeller Johann Hyppolitus von Staden und dessen Ehefrau Maria Katharina geb. Schweizer aus Werdorf 1708 errichtet. Die drei Geschosse über einem straßenparallelen Gewölbekeller sind in der Mittelachse durch Mann-Figuren und ein kleines Zwerchhaus auf dem Mansarddach betont. Zu den reich profilierten Geschosshölzern mit klötzchenverzierten Füllhölzern treten üppig geschmückte Brüstungsfelder. Die seitliche Torfahrt erschließt die rückwärtige, so genannte Zehntscheune, die an die Stadtmauer gebaut und zu Wohnzwecken umgenutzt wurde. Bauzier und Dachform spiegeln einen hohen Anspruch, der in Leun kaum noch übertroffen wird.
Am großen barocken Hofportal erkenntlich ist der Rest des ehemaligen Junkernhofes, Sitz der Familie Mohr, mit noch erhaltenem Herrenhaus. Sehenswert ist auch die alte Mühle von Leun, die der letzte Müller, Heinrich Staaden aus Leun, als Eigentümer dieser Mühle, bis in die 1950er Jahre betrieb. Heute ist die Leuner Mühle in einem ausgezeichneten restaurierten Zustand. Sehenswert ist auch die alte Lateinschule.

#### Katholische Kirche
Aufgrund des hohen Flüchtlingsstroms nach Ende des Zweiten Weltkrieges errichtete man, nachdem eine Zeit lang die evangelische Kirche als Simultankirche benutzt worden war (Zeugnis hiervon geben die noch erhaltenen Tabernakelflügel), eine eigene katholische Kirche in der Adalbert-Stifter-Straße. Sie war der erste Kirchenneubau im Altkreis Wetzlar seit dem Krieg. Der Kirchenraum befindet sich im 1. Stock über einer darunterliegenden Wohnung und wird durch große Gaubenfenster erhellt.

#### Bahnhof Leun/Braunfels
Im Stadtteil Lahnbahnhof befindet sich der Bahnhof mit stattlichem Empfangsgebäude. Das heute aufgrund des Haltepunktcharakters des Bahnhofes völlig überdimensioniert wirkende Gebäude wurde im Jahre 1863 fertiggestellt und zählt mit seinen zwei Türmen zu den größten der Lahntalbahn. Seine besondere Ausschmückung verdankt es der fürstlichen Familie in Braunfels, die den Bahnhof dementsprechend nach ihrem Stammsitz nannte, obgleich er auf Leuner Grund stand. Erst in den 1990er Jahren benannte man den Bahnhof in „Leun/Braunfels“ um.

#### Biskirchen
Im Stadtteil Biskirchen finden sich die Reste der alten Friedhofsmauer und das 1884 geweihte Denkmal zur Erinnerung an die alte Bischofskirche (erbaut um 900, abgebrochen 1871), die namensgebend für den Ort war. Sehenswert ist auch ihre Nachfolgerin, die das Ortsbild dominiert.
Eine Besonderheit stellt die heimische Mineralbrunnenindustrie dar („Westerwaldquelle“, „Heilquelle Karlssprudel“ sowie die früheren Brunnenbetriebe „St. Georgsquelle“ und „Gertrudisbrunnen“).
Wahrzeichen des Leuner Stadtteils ist das Brunnenhaus des staatlich anerkannten Gertrudisbrunnen, der ein Geotop des Nationalen Geoparks Westerwald-Lahn-Taunus ist.
1990 entstand auf dem Brunnengelände ein Kurzentrum, Gertrudis-Klinik Biskirchen, das seit 1995 zu einer Spezialklinik für Parkinsonkranke umfunktioniert wurde.

### Museen
In der Limburger Straße befindet sich in der alten Schule des Ortes das Stadtmuseum der Stadt Leun mit angrenzender Spinnstube.

### Naturdenkmäler
siehe Liste der Naturdenkmäler in Leun

### Stolpersteine
siehe Liste der Stolpersteine in Leun

### Sport
Leun war Austragungsort des regelmäßig stattfindenden Tennisturniers Leun Open.
1995 eröffnete das „Sport- und Gesundheitszentrum Quellenhof“ seine Pforten. In dieser Einrichtung gehören Tennis und Badminton zum Freizeitangebot, genau wie Indoorsoccer. Diese Sporteinrichtungen sind seit 2010 jedoch geschlossen. Geblieben ist das Studio REHA-SPORT GmbH. Durch das Ärztehaus, in dem auch Physiotherapie und Reha-Sport zu Hause sind, ist die medizinische Versorgung für den Stadtteil Biskirchen und die umliegenden Orte größtenteils sichergestellt.

### Zitate
- „Leun, Streit und Zank, dein Leben lang“ Inschrift, mit der ein Töpfer der Stadt Ende des 18. Jahrhunderts seine Ware versieht.
- Auszug aus dem Leuner Heimatlied:

 Wer einmal auf dem Küppel stand und sah ins Tal hernieder

 wohl auf das schöne Heimatland, der kehret gerne wieder.

 Sei gegrüßt du schönes Leun, wir tragen dich im Herzen,

 sei gegrüßt du schönes Leun, du liebe Heimat mein

## Wirtschaft und Infrastruktur

### Verkehr
Leun liegt an der Bundesstraße 49. Nach Norden besteht über Ehringshausen Anschluss an die Bundesautobahn 45. Auf Leuner Gebiet befinden sich die beiden Bahnhöfe „Leun/Braunfels“ (im Ortsteil Lahnbahnhof) und „Stockhausen“ an der Lahntalbahn Gießen – Limburg an der Lahn – Koblenz.
Am heutigen Bahnhof Leun/Braunfels begann früher die Ernstbahn nach Philippstein und von Stockhausen führte die Ulmtalbahn nach Beilstein. Beide Nebenstrecken wurden 1962 bzw. 1991 abgebaut.

### Windpark Leun-Löhnberg
Zwischen Leun und Löhnberg befindet sich der Windpark Leun-Löhnberg.

### Tourismus
Am Dollberg befindet sich eine kleine Ferienhaussiedlung. Für Kanutouren auf der Lahn finden sich Anlegestellen, Fahrradtouristen werden mit Sonderzügen bedient. Der Leuner Jugendzeltplatz bietet allen Bootswanderern eine kostenpflichtige Übernachtungsmöglichkeit. Zunehmender Beliebtheit erfreut sich auch der Wandertourismus, insbesondere entlang der Hohen Straße.

## Persönlichkeiten

### Söhne und Töchter der Stadt
- Johann Mohr von Leun (um 1445–1519), Nassau-Dillenburger Staatsmann und kurmainzischer Hofrichter
- August Münch (1815–1874), Abgeordneter des Landtages Nassau
- Georg Zipp (1866–1929), Tierarzt und Politiker (DVP), Landtagsabgeordneter
- Harald Turner (1891–1947), Jurist, preußischer Staatsrat, als Kriegsverbrecher hingerichtet
- Erika Lotz (* 1943), Politikerin

### Persönlichkeiten, die in dieser Stadt gewirkt haben
- Philipp Heinrich Bürgy (1759–1824), Orgelbauer, baute 1808 die Orgel der evangelischen Kirche in Leun
- Johann Georg Bürgy (1771–1841), Orgelbauer, baute 1808 mit seinem Bruder Philipp Heinrich die Orgel der evangelischen Kirche